# Chicoutimi
Chicoutimi es el distrito más poblado de la ciudad de Saguenay en Quebec, Canadá.
Está situado en la confluencia de los ríos Saguenay y Chicoutimi. Durante el siglo XX, se convirtió en el principal centro administrativo y comercial de la región de Saguenay-Lac-Saint-Jean. En 2002 se fusionó con la nueva ciudad de Saguenay y forma el corazón de la quinta área urbana más grande de la provincia de Quebec. En el censo de 2011, su población era 66,547.

## Historia
Lo que finalmente se convertiría en el centro del distrito de Chicoutimi fue colonizado por los colonos franceses en 1676 como un puesto comercial en el comercio de pieles. En ese momento, los ríos Saguenay y Chicoutimi habían sido utilizados como cursos de agua por las tribus de las montañas durante siglos. El nombre Chicoutimi significa el final de las aguas profundas en el idioma Innu. Después de que los británicos se apoderaron del Bajo Canadá, el puesto comercial de Chicoutimi continuó operando solo hasta 1782, ya que el comercio de pieles se había movido más al oeste de los Grandes Lagos.
La ciudad de Chicoutimi fue oficialmente incorporada en 1845 como municipio por Peter McLeod, un contratista de madera Métis que construyó un aserradero allí en 1842. La ciudad fue designada en 1855 como la sede del condado de Chicoutimi y la sede de la Diócesis Católica de Chicoutimi en 1878
La llegada del Canadian National Railway en 1893 estimuló el crecimiento de las industrias de pulpa y papel de Chicoutimi. Chicoutimi Pulp Co. fue fundada en 1896 con el respaldo de inversores francocanadienses. La fábrica de pasta Chicoutimi se convirtió en el mayor productor de pulpa mecánica en Canadá en 1910.
Desde la Gran Depresión, la ciudad se ha convertido en un centro administrativo y comercial. Se establecieron nuevos centros de educación y cultura: en 1967, el Conservatorio de Música de Saguenay; y en 1969, la Universidad de Quebec en Chicoutimi. La ciudad también fue sede de los Juegos de verano de Quebec en 1972.
En las uniones municipales de 1976, Chicoutimi anexó las ciudades vecinas de Chicoutimi-Nord y Rivière-du-Moulin. En una mayor  reorganización municipal en Quebec en 2002, las ciudades de Chicoutimi, Jonquière, La Baie, Lac-Kénogami, Laterrière, Shipshaw y parte de Tremblay se fusionaron para formar la nueva ciudad de Saguenay. Chicoutimi se convirtió en un municipio de Saguenay.
Durante el verano de 1996, una precipitación récord en la región causó grandes inundaciones en el centro de la ciudad, así como en las áreas periféricas. Las presas se rompieron y muchos puentes fueron destruidos en toda la región. El costo total del desastre se registró en 1.500 millones de dólares canadienses. La inundación también se cobró siete vidas.
La ciudad hermana de Chicoutimi es Camrose, Alberta.

## Geografía y paisaje urbano
Chicoutimi se encuentra en la región de Saguenay-Lac-Saint-Jean, en el extremo occidental del fiordo de Saguenay; la mayoría de la ciudad, incluida la sección del centro, se encuentra en la orilla sur del río Saguenay. Es el centro geográfico de la ciudad de Saguenay; los distritos de Jonquière y La Baie se unen en los lados oeste y este. Chicoutimi está a unos 200 kilómetros (120 millas) al norte de la ciudad de Quebec y 126 kilómetros (78 millas) al noroeste río arriba de Tadoussac, en la confluencia del río San Lorenzo. Las antiguas ciudades del distrito de Chicoutimi son: Chicoutimi, Laterrière, Canton-Tremblay, Chicoutimi-Nord y Rivière-du-Moulin. 
El paisaje de Chicoutimi se compone de colinas, valles y llanuras, con el terreno cada vez más pronunciado cerca del río Saguenay. Sus dos principales características físicas son el Saguenay Graben, un valle por en el que se extiende la ciudad, y el fiordo de Saguenay. MonteValin con 3.215 pies (980 metros) es la montaña más alta de la región, y tiene vistas a Chicoutimi hasta 30 kilómetros (19 millas) al noreste. Los ríos Chicoutimi, Du Moulin y Valin confluyen en el río Saguenay en Chicoutimi. 